# Calea ferată forestieră Piatra Neamț–Cuejdiu
Calea ferată forestieră Piatra Neamț–Cuejdiu a fost o cale ferată forestieră cu ecartament îngust ce lega localitățile Piatra Neamț și Cuejdiu, prin valea Cuejdiului. Construită în perioada interbelică, a avut scopul de asigura transportul lemnului de la exploatările forestiere locale până la fabrica de cherestea locală situată în aval, la ieșirea din zona montană.
A fost desființată în prima parte a anilor 1960, datorită faptului că transportul auto era mai profitabil.

## Construcție
Între 1910 și 1925 ca urmare a contractării de către Petre Juster a exploatării unei suprafețe forestiere de 425 hectare pe valea pârâului Vaca Babei, accesul în zona de exploatare a fost realizat prin construirea unei linii în lungime de 7 km între vârful Vaca Babei și vechea fabrică de cherestea situată la ieșirea din zona montană, în aval. Intrând în proprietatea statului după 1925, linia s-a degradat complet.
După anul 1945, socitatea mixtă româno-sovietică SOVROMLEMN a construit o nouă cale ferată cu scop de exploatare, proiectată  pentru împingerea vagoanelor de către locomotive cu tonaj redus, specifice exploatărilor forestiere (la construcție a participat un detașament de căi ferate al Armatei României). Aceasta a fost finalizată la începutul anilor 1950 și unea partea superioară a satului Cuejdiu cu zona Mătieș-Bursucăria, situată în aval, la o distanță de aproximativ 10 km. Cinci ani mai târziu, calea ferată a fost extinsă cu 5 km până la fabricile din Piatra Neamț.

## Exploatare
Zilnic, erau transportate în perioada de funcționare a SOVROMLEMN, 15-20 de vagoane de lemn.
Calea ferată a funcționat până în prima parte a anilor 1960, când datorită faptului că transportul auto a fost considerat mai profitabil, a fost desființată și pe traseul ei a fost construit un drum forestier.